# Alto tradimento (romanzo)
Alto tradimento è un romanzo della scrittrice britannica Anne Perry, edito nel 2003, il primo della serie sulla Prima guerra mondiale.

## Trama
Cambridge, 29 giugno 1914. Un caldo pomeriggio di fine giugno Joseph Reavley, prete e professore di lingue antiche nel prestigioso collegio St. John, viene raggiunto dal fratello minore Matthew con una terribile notizia: i genitori John e Alys sono morti in incidente d'auto. Proprio la sera prima Matthew, dipendente dei Servizi segreti britannici, era stato informato dal padre dell'esistenza di un misterioso documento che avrebbe cambiato per sempre la storia del Regno Unito e che non doveva assolutamente finire nelle mani sbagliate. Giunti sul luogo dello schianto, i fratelli si rendono conto che non è stato un incidente: qualcuno ha posizionato dei triboli per far uscire la macchina di strada, proprio all'indomani della scoperta del documento. Lo stesso giorno, nella città bosniaca di Sarajevo, l'arciduca Francesco Ferdinando e la moglie sono uccisi da un giovane anarchico.
Dopo aver dato l'ultimo saluto ai genitori insieme alle sorelle Hannah e Judith, Joseph tenta di tornare alla normalità, quando un nuovo delitto al St. John sconvolge ulteriormente la sua vita. A essere ucciso è Sebastian Allard, studente brillante e benvoluto da tutti, pupillo di Reavley. Sull'omicidio indaga il detective Perth, il quale da subito sospetta di una persona all'interno del collegio. Joseph intuisce che la morte di Sebastian potrebbe essere collegata a quella dei suoi genitori, così inizia a indagare per scoprire chi possa averli uccisi. Nel frattempo, anche Matthew comincia a muoversi per venire a capo della faccenda, proprio nel bel mezzo dell'escalation seguita all'attentato di Sarajevo e alle richieste indipendentiste dell'Irlanda, trovando davanti a sé il muro delle alte sfere che evidentemente sono intenzionate a proteggere qualcuno.

## Edizioni
- Anne Perry, Alto tradimento, traduzione di Seba Pezzani, 1ª ed., Fanucci, 2005,  pp. 442, cap. 15, ISBN 978-88-347-1069-2.